# Tim McCord
Tim McCord (n. 28 iunie, 1979 în Sacramento, California) este basistul formației Evanescence din august 2006.